# Rudolf Ernst Brünnow
Pour les articles homonymes, voir Brünnow.
Rudolf Ernst Brünnow, né le 7 février 1858 à Ann Arbor et mort le 14 avril 1917 à Bar Harbor, est un orientaliste et philologue germano-américain. 

## Biographie
Fils de l'astronome berlinois Franz Friedrich Ernst Brünnow, Rudolf Ernst Brünnow est né durant la période où son père vivait aux États-Unis. En 1863, le père et le fils retournent en Europe. 
En 1882, Rudolf Ernst Brünnow obtient un doctorat en philosophie à l'université de Strasbourg.
Avec Alfred von Domaszewski, en 1897 et 1898, il effectue deux voyages en Arabie pour acquérir de nouvelles connaissances sur l'ancienne province romaine d'Arabie Pétrée. Ils arpentent le site de Pétra et dressent la première carte moderne de cette ancienne capitale de l'empire nabatéen.
En 1910, Brünnow est nommé à la chair des langues sémitiques à l'université de Princeton. Outre les langues allemande et anglaise, il maîtrise le français, le grec ancien, le latin, le turc et l'assyrien.

## Publications
- The Kharijites Among the First Omayyads (1884) (en ligne sur archive.org)
- A Classified List of all Simple and Compound Cuneiform Ideographs Occurring in the Texts Hitherto Published (I-III, 1887–1888)
- The Provincia Arabia on the basis of the two trips undertaken in 1897 and 1898 and the Reports of earlier travellers described, 3 vols., Strasbourg, 1904–1909 (avec Alfred von Domaszewski) (en ligne sur archive.org)
- Chrestomathy from Arabic Proscript Writers (1895) (en ligne sur archive.org)
- Al-Juz 'al-hadi wa-al-'ishrun min Kitab al-Aghani by Abū l-Faraj al-Isfahānī, 897 or 8-967 (1888), Leiden Matba' Brill, Robarts – University of Toronto (Arabic) (en ligne sur archive.org)